# O Patuá Tamarindo

## Sinopse
O Patuá Tamarindo conta a trajetória do músico Ubirajara Félix de Nascimento – o Bira Presidente – fundador e principal dirigente, por mais de 50 anos, do bloco carnavalesco Cacique de Ramos
Essa trajetória “se mistura” à história contemporânea do samba.
O primeiro meio século de existência do bloco foi marcado por muita diversão de integrantes, frequentadores e foliões, mas também por uma imensa dedicação de Bira, que enfrentou desafios de toda a sorte no percurso. O maior de todos, provavelmente, foi de cunho pessoal, já que teve que renunciar a projetos de uma vida mais segura e 'normal', para seguir em frente no que acreditava ser sua missão. Graças à perseverança e carisma de Bira, o Cacique de Ramos se tornou, em 2010, Patrimônio Cultural do Rio de Janeiro. Em 2012, a instituição foi tema do desfile da Estação Primeira de Mangueira, numa honrosa e
pontual homenagem a essa referência do carnaval carioca e ao seu eterno presidente.
A importância cultural do Cacique de Ramos não se restringe, contudo, à cena musical e carnavalesca, mas abrange todo um sincretismo de crenças, que, embebido em arte, habita no inconsciente coletivo do povo brasileiro, resumindo suas raízes. Reza a lenda que aqueles que possuem grandeza de espírito e talento, ao frequentarem a roda de samba ao pé da mística tamarineira – patuá da sede do bloco – encontram o sucesso. A lista de testemunhos é extensa.
Entre as personalidades mais conhecidas que experimentaram o poder deste preceito constam nomes como Zeca Pagodinho, Beth Carvalho, Dudu Nobre, Arlindo Cruz, Jorge Aragão, Almir Guineto, Dicró, Mauro Diniz, Luis Carlos da Vila, Neguinho da Beija Flor, Emilio Santiago, Martinho da Vila, Sergio Mendes, Jovelina Pérola Negra, Alcione, Glória Maria e boa parte da seleção brasileira que conquistou o tri-campeonato mundial de futebol, em 1970, além de outros atletas brasileiros.